# 弗拉基米爾站 (聖彼得堡地鐵)
弗拉基米爾站（羅馬化：Vladimirskaya）是聖彼得堡地鐵的一個車站，開通於1955年11月15日。站名取自於附近的弗拉基米爾教堂。該站的裝飾風格較為簡潔，並非史達林式建築。